# Iso rhothophilus
Iso rhothophilus är en fiskart som först beskrevs av Ogilby, 1895.  Iso rhothophilus ingår i släktet Iso och familjen Notocheiridae. Inga underarter finns listade i Catalogue of Life.